# Geoffrey Household
Geoffrey Household (n. 30 noiembrie 1900 — d. 4 octombrie 1988) a fost un scriitor englez de thriller. 
1. ↑  Czech National Authority Database, accesat în 1 martie 2022